# HARUKAZE
『HARUKAZE』（ハルカゼ）は、SCANDALの12枚目のシングル。2012年2月22日にエピックレコードジャパンから発売された。

## 概要
「HARUKAZE」は、テレビ東京系アニメ『BLEACH』のオープニングテーマ。『BLEACH』のタイアップは「少女S」以来となる。初回生産限定盤にのみ、同アニメ主題歌のカバーをそれぞれ収録し、BLEACH書き下ろしステッカーを封入。

## 収録曲

### 通常盤
1. HARUKAZE [4:35]
作詞：SCANDAL、一色徳保　作曲：一色徳保　編曲：篤志
2. HARUKAZE（Instrumental）

### 初回生産限定盤A
1. HARUKAZE
2. ALONES [4:31]
作詞・作曲：太志　編曲：川口圭太
  - Aqua Timezのカバー
3. HARUKAZE（Instrumental）

### 初回生産限定盤B
1. HARUKAZE
2. *〜アスタリスク〜 [4:09]
作詞・作曲：ORANGE RANGE　編曲：川口圭太
  - ORANGE RANGEのカバー
3. HARUKAZE（Instrumental）